# Folkets mujahedin
Iranska folkets mujahedin (persiska: سازمان مجاهدين خلق ايران Sāzemān-e Mojāhedin-e Khalq-e Irān "Organisation Irans folks krigare"), förkortat MEK eller MKO) är en iransk oppositionsgrupp vars uttalade mål är att störta den iranska regeringen och enligt dem själva skapa ett demokratiskt och sekulariserat Iran. Gruppen var tidigare allierad med Iraks ledare Saddam Hussein och terrorstämplade av EU fram till 2009 och av USA fram till 2012.   Det framgår i efterhand att det funnits allvarliga brister i grunderna för och genomförandet av terrorstämplingen av gruppen.  Gruppen anses ha väldigt litet stöd inuti Iran. Av kritiker beskrivs MEK som en totalitär personkult som kretsar kring den nuvarande ledaren Maryam Rajavi.

## Historia
Organisationen bildades 1965 och var ursprungligen en grupp som motsatte sig Pahlavimonarkin. Den deltog aktivt i revolutionen 1979, men hamnade snart i konflikt med ayatolla Khomeinis regering. Under början av 1980-talet begav sig många medlemmar till Frankrike. Efter att de förklarats icke önskvärda i Frankrike begav sig många av gruppens medlemmar 1986 till Irak. Gruppen genomförde terrordåd inne i Iran fram till 2001, specifikt riktade mot makthavare. Efter den amerikanskledda invasionen av Irak har gruppen lämnat över kontrollen över sina vapen till koalitionsstyrkorna och tagit avstånd från vad som har kallats för terrorism. Mujahedin själva nekar till att de begått några terroristdåd, då attacker aldrig varit riktade mot civila befolkningen, utan direkt mot regeringen. Civila har dock dödats och skadats. Samtidigt är våldsdåd riktade mot regeringstjänstemän 'terrorism' då dessa är en del av civilbefolkningen. Därtill är alla våldsdåd som är av politisk karaktär alltid benämnda som terrorism.

## Terrorstämpling
Folkets mujahedin är terrorstämplad i Iran och i Irak.  Rörelsen har varit terrorstämplad av USA, Kanada och EU, men dessa har tog bort MEK från sina terrorlistor mellan åren 2009 och 2012.
I en rapport från USA:s utrikesdepartement år 2009 beskrivs gruppens ideologi som "en blandning av marxism, feminism och islamism".
Folkets mujahedin är den största gruppen i sin egen paraplyorganisation "Nationella motståndsrådet för Iran". Årligen samlas organisationens anhängare i Paris för manifestationer med tusentals deltagare. Bland deltagarna återfinns, förutom exil-iranier, internationella politiker, bland annat Kanadas tidigare premiärminister Stephen Harper och USA:s tidigare talman i representanthuset Newt Gingrich.
Iranska regimen hävdar att Folkets mujahedin har litet stöd inuti Iran och förklarar organisationen som landsförrädare av eftersom deras huvudkontor låg placerat i Irak, mot gränsen till Iran, under Iran-Irak-kriget.